# Comitato di Kolozs
Il comitato di Kolozs (in ungherese Kolozs vármegye, in romeno Comitatul Cluj; in tedesco Komitat Klausenburg) è stato un antico comitato del Regno d'Ungheria, situato nell'attuale Romania nordoccidentale (Transilvania). Capitale del comitato era la città di Kolozsvár, oggi nota col nome romeno di Cluj-Napoca.
Il comitato di Kolozs confinava con gli altri comitati di Szilágy, Szolnok-Doboka, Beszterce-Naszód, Maros-Torda, Torda-Aranyos e Bihar.

## Storia
È stato istituito nel XV secolo e rimase legato al regno magiaro fino all'applicazione del Trattato del Trianon nel 1920 che lo assegnò alla Romania.
Assieme ad una parte della Transilvania gran parte di esso fu tuttavia riannesso dall'Ungheria durante la seconda guerra mondiale per effetto del Secondo Arbitrato di Vienna (1940), per poi essere reso alla fine del conflitto.
La maggior parte del comitato fa oggi parte del distretto romeno di Cluj, fatta eccezione per le parti nordoccidentale (appartenente al distretto di Sălaj), nordorientale (distretto di Bistrița-Năsăud) e sudorientale (distretto di Mureș).

## Geografia antropica
All'inizio del Novecento il comitato era suddiviso in 1 comitato urbano, 1 distretto urbano e 9 distretti.

### Comitato urbano
- Kolozsvar (Cluj Napoca)

### Distretto urbano
- Kolozs (Cojocna)

### Distretti
| Distretti (járás)      | Distretti (járás)                   |
| Distretto              | Capoluogo                           |
| ---------------------- | ----------------------------------- |
| Bánffyhunyad           | Bánffyhunyad (Huedin) (46 villaggi) |
| Gyalu                  | Gyalu (Gilău) (20 villaggi)         |
| Hídalmás               | Hídalmás Hida (34 villaggi)         |
| Kolozsvár              | Kolozsvár Cluj (34 villaggi)        |
| Mezőörményes           | Mezőörményes Urmeniș (14 villaggi)  |
| Mocs                   | Mocs Mociu (24 villaggi)            |
| Nádasment (oggi Nadăș) | Kolozsvár Cluj (22 villaggi)        |
| Nagysármás             | Nagysármás Sărmașu (16 villaggi)    |
| Teke                   | Teke Teaca (23 villaggi)            |